# Ruth Righi
Ruth Righi (Santa Cruz, California, 7 de septiembre de 2005) es una joven actriz y voz estadounidense. Reconocida por interpreta a Sydney Reynolds en la serie de comedia de situación de Disney Channel Sydney to the Max, y su papel de voz como Eureka en la serie animada de Disney Junior Eureka!.

## Primeros años
Righi nació el 7 de septiembre de 2005 y creció en Santa Cruz, California. Empezó a bailar a los tres años y a tocar el piano a los cinco años.

## Carrera

### Teatro
En 2017, Righi actuó en la producción de Broadway del Winter Garden Theatre de Escuela de rock, como la actriz de reemplazo para los papeles de Marcy y Sophie. El mismo año, también actuó en el renacimiento Off-Broadway de Really Rosie.

### Televisión
Righi hizo su debut de televisión en 2018 interpretando a un personaje menor en la serie de televisión de drama criminal de comedia Happy!.
Al año siguiente, consiguió un papel protagonista en Sydney to the Max de Disney Channel como Sydney Reynolds. Además de interpretar el papel principal, Righi interpretó tema principal, «Stay The Same». La serie terminó en 2021 después de 63 episodios.
En 2022, Righi asumió otra papel protagonista, esta vez como Eureka en Eureka! de Disney Junior.
A principios de 2022, se anunció que Righi coprotagonizada Unbroken de NBC, junto a Jacqueline Obradors, Jon Beavers, Scott Bakula, Anna Wood, Oluniké Adeliyi, Cress Williams. Sin embargo, a finales de año, NBC anunció que no seguiría adelante con este programa.

## Filmografía
| Año       | Título                                                     | Personaje       | Notas                                            |
| --------- | ---------------------------------------------------------- | --------------- | ------------------------------------------------ |
| 2018      | Happy!                                                     | Wiseman #1      | Episodio: «The Scrapyard of Childish Things»     |
| 2019      | Red Carpet Report                                          | Ella misma      | 2 episodios                                      |
| 2019-2021 | Sydney to the Max                                          | Sydney Reynolds | Protagonista                                     |
| 2019      | Disney Quizney                                             | Ella misma      | Episodios: «BABY TALK» & «ALL SYDNEY TO THE MAX» |
| 2019-2020 | Ruth & Ruby Ultimate Sleepover                             | Ella misma      | Protagonista, 7 episodios                        |
| 2019      | Just Roll with It                                          | Ella misma      | Episodio: «Just Roll with It: You Decide LIVE!»  |
| 2020      | Challenge Accepted! Disney Channel's Epic Holiday Showdown | Ella misma      | Especial de Televisión                           |
| 2021      | The Kelly Clarkson Show                                    | Ella misma      | Invitada                                         |
| 2021      | Disney Princess Remixed: An Ultimate Celebration           | Ella misma      | Especial de Televisión                           |
| 2022      | Unbroken                                                   | Skyler Gentry   | Episodio #1.1                                    |
| 2022      | Eureka!                                                    | Eureka          | Protagonista                                     |
| 2022      | Celebrity Page                                             | Ella misma      | Invitada, Episodio: «Disney Special»             |

### Videoclip
| Año  | Título                                                | Artista |
| ---- | ----------------------------------------------------- | ------- |
| 2020 | «Disney Channel Stars: Put the Happy in the Holidays» | Varios  |